# كارلوس السابع (دوق مدريد)
كارلوس ماريا دي لوس دولورس خوان إيسدرو خوسيه (بالإسبانية: Carlos María de Borbón y Austria-Este) دوق مدريد، وُلد في ليوبليانا في سلوفينيا في 30 مارس عام 1848. كان مدعيًا كارليًا لعرش إسبانيا تحت اسم كارلوس السابع في الفترة من عام 1868 حتى عام 1909، وكان مدعيًا عرش فرنسا تحت اسم كارلوس الحادي عشر وعرش نافارة تحت اسم كارلوس السادس في الفترة من عام 1887 حتى عام 1909. وتُوفي في فاريزي في إيطاليا في 18 يوليو عام 1909.

## روابط خارجية
- كارلوس السابع على موقع الموسوعة البريطانية (الإنجليزية)